# Betty Cohen
Betty Susan Cohen (nacida el 27 de julio de 1956) es una empresaria y ejecutiva de medios de comunicación estadounidense. Es reconocida como la fundadora  y presidenta original de The Cartoon Network, Inc. de 1992 a 2001, la directora ejecutiva de Lifetime Entertainment Services de 2005 a 2007, la fundadora y presidenta de Betty Cohen Media Consulting desde 2008, y la fundadora y directora ejecutiva de Hearts & Minds Media desde 2019.

## Primeros años de vida
Cohen nació y creció en Racine, Wisconsin .  Participó y se formón en teatro en la escuela secundaria y escribió su trabajo final de carrera en el Children's Television Workshop (ahora Sesame Workshop).  Asistió a la Universidad de Stanford de 1973 a 1977, donde se especializó en el area de comunicaciones. 

## Carrera

### Centro de medios públicos
En 1977, Cohen comenzó su carrera como directora de producción para la agencia de publicidad Public Media Center. Se encargaba de la tarea de producir anuncios de servicio público y pronto se dio cuenta de que su punto fuerte era el panorama general de la industria, más que los detalles más pequeños. Cohen dijo: "Yo era la persona que tenía la perspectiva para ver hacia dónde debía dirigirse el proyecto, en lugar de escribir el primer borrador". 

### Red de salud por cable
En 1982, Cohen se unió al canal de televisión Lifetime, propiedad del conglomerado Lifetime Entertainment Services. como su primer gerente de marketing. 

### Nickelodeon
De 1984 a 1988, Cohen fue la directora de promoción en el aire del canal de televisión Nickelodeon . Su estrategia de marketing en esa época dio como resultado el bloque Nick at Nite, apodado "La cadena para la generación de la televisión". 

### Sistema de radiodifusión Turner
En 1988, Cohen se unió al grupo empresarial Turner Broadcasting System, donde fue nombrada gerente general y directora de marketing para el canal de televisión TNT.  Fue ascendida a vicepresidenta senior del canal y se le encargó la creación de un nuevo canal para albergar la extensa biblioteca de animación recientemente adquirida por la compra de Ted Turner de Hannah-Barbera . 
Cohen fundó The Cartoon Network, Inc. el 12 de marzo de 1992  y fue su presidente hasta el 18 de junio de 2001. Bajo su liderazgo, se introdujeron marcas de cadena como Toonami, Boomerang, Cartoon Cartoons, Cartoon Cartoon Fridays y Cartoon Orbit, así como series originales como Space Ghost Coast to Coast y What a Cartoon! , El laboratorio de Dexter, Johnny Bravo, La vaca y el pollito, Las chicas superpoderosas, Ed, Edd y Eddy, y Coraje, el perro cobarde. El laboratorio de Dexter, en particular, era uno de sus programas animados favoritos.  La red de canales se convirtió en un fenómeno global durante su mandato, con un valor de activos de casi 3 mil millones de dólares. 
Cohen renunció a su cargo el 18 de junio de 2001, debido a desacuerdos creativos con Jamie Kellner, entonces director de Turner Broadcasting;  también declaró: "Tenía miedo de morir como la reina de los dibujos animados".  Fue reemplazada en CN por Jim Samples . Cohen permaneció en la empresa matriz WarnerMedia hasta septiembre de 2002, desarrollando algunos servicios multiplataforma dirigidos a adolescentes y adultos jóvenes. 

### Lifetime Entertainment Services
De 2005  a 2007, Cohen regresó a Lifetime Entertainment Services y se desempeñó como su directora ejecutiva y presidente.  Cohen ayudó a la cadena a atraer una audiencia más joven. 

### Consultoría de medios Betty Cohen
Cohen es la fundadora y presidente de Betty Cohen Media Consulting desde 2008, que ofrece a las empresas asesoramiento en marketing sobre creación de marca, desarrollo de canales de cable y programación multiplataforma. 

### Hearts & Minds Media
Cohen es la fundadora y directora ejecutiva de Hearts & Minds Media desde 2019, una empresa de medios que se centra en el aprendizaje social y emocional de las niñas.  

## Reconocimientos
Cohen fue clasificada por la revista estadounidense Fortune dentro de la lista de las 50 mujeres más influyentes y poderosas en los negocios en el año 2000. Fue también incluida en el Salón de la Fama de la Radiodifusión y el Cable y recibió el Premio Muse de Mujeres de Nueva York en Cine y TV. 